# Holotrichia pubifemorata
Holotrichia pubifemorata är en skalbaggsart som beskrevs av Kobayashi 1995. Holotrichia pubifemorata ingår i släktet Holotrichia och familjen Melolonthidae. Inga underarter finns listade i Catalogue of Life.